# Средња школа Кнић
Средња школа Кнић се налази у улици Светозара Марковића 43 у Книћу.

## Историјат
Средња школа у Книћу је основана 17. децембра 1960. Током своје традиције је имала више трансформација и мењања имена, последњи пут га је променила 2003. из Машинска школа „Станислав Сремчевић Црни” у данашњи назив Средња школа. Налази се поред самог магистралног пута Крагујевац – Чачак. Једина је средња школа на територији општине Кнић, као и у кругу од двадесет километара. До сада ју је завршило преко четири хиљаде ученика који су се првобитно обучавали у подручју рада Машинство и обрада метала, а од 2001. године почињу да се обучавају у подручју рада Економија, право и администрација и Трговина, туризам и угоститељство. Од 2005. су укључени у програм за образовање младих у предузетништву, у организацији Достигнућа младих у Србији. Данас садрже образовне профиле Финансијски администратор, Машински техничар за компјутерско конструисање, Бравар–заваривач и Оператер машинске обраде.